# Chomatophilus aphanistes
Chomatophilus aphanistes är en mångfotingart som beskrevs av Crabill 1968. Chomatophilus aphanistes ingår i släktet Chomatophilus och familjen storjordkrypare. Inga underarter finns listade i Catalogue of Life.